# 風吹大池

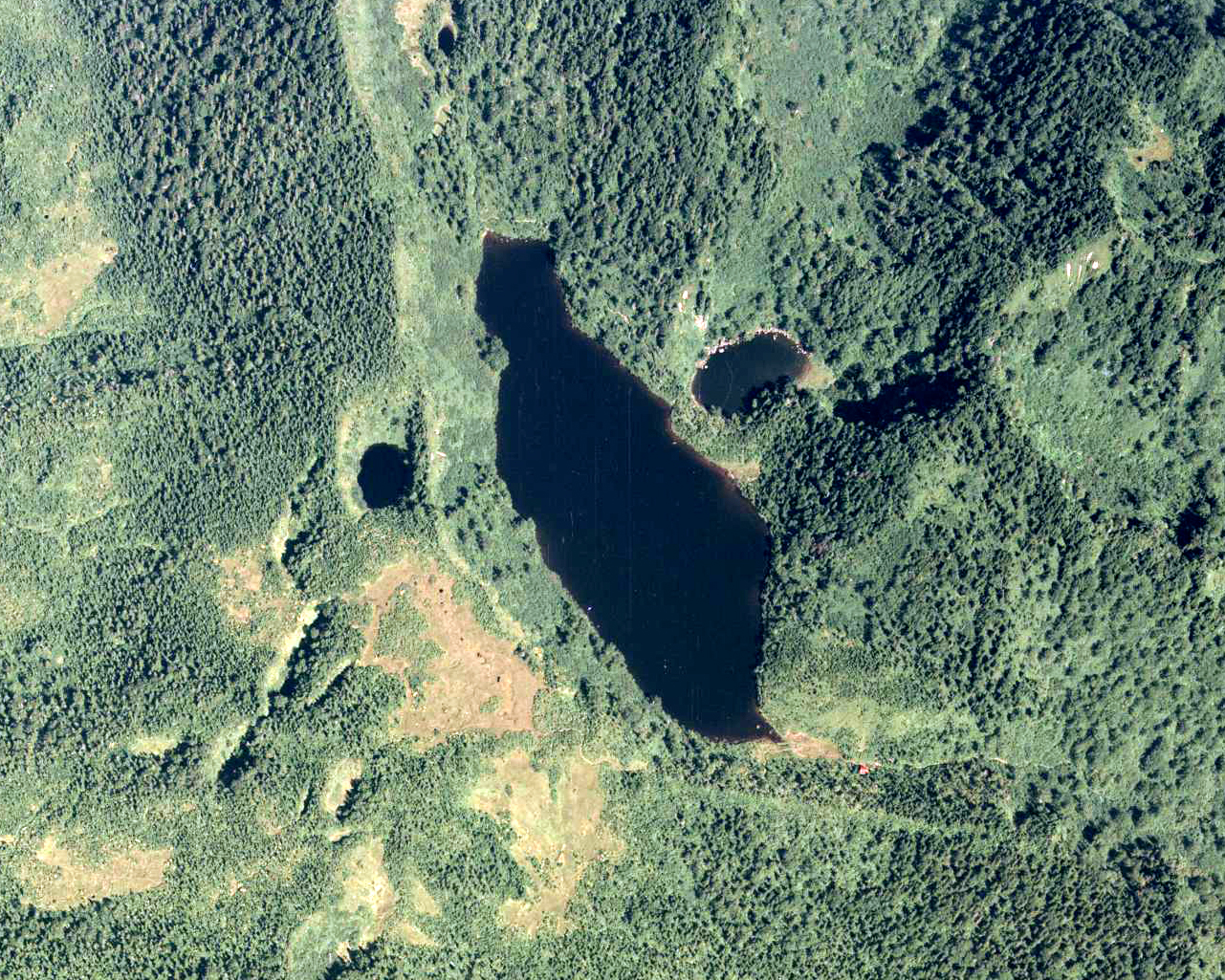
風吹大池周辺の空中写真。
1976年9月19日撮影。。

風吹大池（かざふきおおいけ）は、長野県北安曇郡小谷村にある池。定常的な流出河川は無いが、雪解け時期に南東の位置からあふれ出す。横前倉山(1,907m)を最高峰とするのドーム状の地形の西側にあり、周囲を風吹岳(1,888m)、 岩菅山(1,889m)などに囲まれている。湖面標高はおよそ1,775m。南東から北西に長いサツマイモ状の形をしており、長径約600m、幅約200mほどの大きさである。北東側に小敷池、西側の一段高い所には科鉢池がある。 北アルプス山中では、南西5kmの地点にある白馬大池と並び、大きな池の一つである。
池の成因としては、1980年の研究では旧火口に湛水した火口湖とされた。一方その後2002年まで行われた産業技術総合研究所の研究では、箙岳溶岩を形成する火山体とその後の風吹岳溶岩ドームとの間の堰き止めによって形成された堰止湖として考えられている。
風吹大池を含む周辺の地形は約80万年前から活動していた白馬大池火山を構成する火山体の一部である。その形成史としては古い順に、箙岳溶岩の噴出（約7万年前の活動）、風吹岳 溶岩ドームの出現（横前倉山をのせるドーム状の地形。箙岳溶岩より新しいが年代不詳）、風吹岳溶岩ドームの東北東側への崩壊と風吹大池の形成、および爆裂火口（小敷池等の池や凹地）の形成があったと考えられている。
小谷村から天狗原・白馬大池方面に向かう登山道が池の南を通過しており、池の南東には風吹山荘がある。池の周囲は湿原状になっている箇所もあり、周囲を回る遊歩道からは高山植物を観察することができる。